# Đội tuyển bóng đá quốc gia Kyrgyzstan
Đội tuyển bóng đá quốc gia Kyrgyzstan (tiếng Kyrgyz: Кыргыз Республикасынын улуттук курама командасы (Kırgız Respublikasının uluttuk kurama komandası); tiếng Nga: Сборная Киргизии по футболу (Sbornaya Kirgizii po Futbolu)) là đội tuyển cấp quốc gia của Kyrgyzstan do Liên đoàn bóng đá Kyrgyzstan quản lý.
Sau khi Liên Xô tan rã, trận đấu đầu tiên của Kyrgyzstan diễn ra ngày 26 tháng 9 năm 1992 với Kazakhstan. Thành tích tốt nhất của đội cho đến nay là lọt vào bán kết Challenge Cup 2006. Đội lần đầu tiên tham dự Asian Cup là vào năm 2019 với tư cách là một quốc gia độc lập và gây bất ngờ lớn khi lọt vào vòng 16 đội ở ngay lần đầu tham dự.

## Thành tích tại Giải vô địch bóng đá thế giới
- 1930 đến 1994 - Không tham dự do vẫn thuộc Liên Xô
- 1998 đến 2022 - Không vượt qua vòng loại

## Thành tích tại Cúp bóng đá châu Á
| Năm           | Thành tích                             | Thứ hạng                               | Trận                                   | Thắng                                  | Hòa                                    | Thua                                   | Bàn thắng                              | Bàn thua                               |
| ------------- | -------------------------------------- | -------------------------------------- | -------------------------------------- | -------------------------------------- | -------------------------------------- | -------------------------------------- | -------------------------------------- | -------------------------------------- |
| 1956 đến 1992 | Không tham dự, là một phần của Liên Xô | Không tham dự, là một phần của Liên Xô | Không tham dự, là một phần của Liên Xô | Không tham dự, là một phần của Liên Xô | Không tham dự, là một phần của Liên Xô | Không tham dự, là một phần của Liên Xô | Không tham dự, là một phần của Liên Xô | Không tham dự, là một phần của Liên Xô |
| 1996          | Không vượt qua vòng loại               | Không vượt qua vòng loại               | Không vượt qua vòng loại               | Không vượt qua vòng loại               | Không vượt qua vòng loại               | Không vượt qua vòng loại               | Không vượt qua vòng loại               | Không vượt qua vòng loại               |
| 2000          | Không vượt qua vòng loại               | Không vượt qua vòng loại               | Không vượt qua vòng loại               | Không vượt qua vòng loại               | Không vượt qua vòng loại               | Không vượt qua vòng loại               | Không vượt qua vòng loại               | Không vượt qua vòng loại               |
| 2004          | Không vượt qua vòng loại               | Không vượt qua vòng loại               | Không vượt qua vòng loại               | Không vượt qua vòng loại               | Không vượt qua vòng loại               | Không vượt qua vòng loại               | Không vượt qua vòng loại               | Không vượt qua vòng loại               |
| 2007          | Không tham dự                          | Không tham dự                          | Không tham dự                          | Không tham dự                          | Không tham dự                          | Không tham dự                          | Không tham dự                          | Không tham dự                          |
| 2011          | Không vượt qua vòng loại               | Không vượt qua vòng loại               | Không vượt qua vòng loại               | Không vượt qua vòng loại               | Không vượt qua vòng loại               | Không vượt qua vòng loại               | Không vượt qua vòng loại               | Không vượt qua vòng loại               |
| 2015          | Không vượt qua vòng loại               | Không vượt qua vòng loại               | Không vượt qua vòng loại               | Không vượt qua vòng loại               | Không vượt qua vòng loại               | Không vượt qua vòng loại               | Không vượt qua vòng loại               | Không vượt qua vòng loại               |
| 2019          | Vòng 2                                 | 15th                                   | 4                                      | 1                                      | 0                                      | 3                                      | 6                                      | 7                                      |
| 2023          | Vòng 1                                 | 20th                                   | 3                                      | 0                                      | 1                                      | 2                                      | 1                                      | 5                                      |
| 2027          | Vượt qua vòng loại                     | Vượt qua vòng loại                     | Vượt qua vòng loại                     | Vượt qua vòng loại                     | Vượt qua vòng loại                     | Vượt qua vòng loại                     | Vượt qua vòng loại                     | Vượt qua vòng loại                     |
| Tổng cộng     | 1 lần vòng 2                           | 3/19                                   | 7                                      | 1                                      | 1                                      | 5                                      | 7                                      | 12                                     |

## Thành tích tại Cúp Challenge AFC
| Năm       | Thành tích               | Trận                     | Thắng                    | Hòa                      | Thua                     | Bàn thắng                | Bàn thua                 |                          |
| --------- | ------------------------ | ------------------------ | ------------------------ | ------------------------ | ------------------------ | ------------------------ | ------------------------ | ------------------------ |
| 2006      | Hạng ba                  | 5                        | 3                        | 0                        | 2                        | 4                        | 3                        |                          |
| 2008      | Không vượt qua vòng loại | Không vượt qua vòng loại | Không vượt qua vòng loại | Không vượt qua vòng loại | Không vượt qua vòng loại | Không vượt qua vòng loại | Không vượt qua vòng loại | Không vượt qua vòng loại |
| 2010      | Vòng bảng                | 3                        | 1                        | 0                        | 2                        | 2                        | 6                        |                          |
| 2012      | Không vượt qua vòng loại | Không vượt qua vòng loại | Không vượt qua vòng loại | Không vượt qua vòng loại | Không vượt qua vòng loại | Không vượt qua vòng loại | Không vượt qua vòng loại | Không vượt qua vòng loại |
| 2014      | Vòng bảng                | 3                        | 1                        | 0                        | 2                        | 1                        | 3                        |                          |
| Tổng cộng | 1 lần hạng ba            | 11                       | 5                        | 0                        | 6                        | 7                        | 12                       |                          |

## Giải vô địch bóng đá Tây Á
| Năm           | Thành tích    | Trận          | Thắng         | Hòa           | Thua          | Bàn thắng     | Bàn thua      |
| ------------- | ------------- | ------------- | ------------- | ------------- | ------------- | ------------- | ------------- |
| 2000          | Vòng bảng     | 3             | 0             | 0             | 3             | 0             | 8             |
| 2002 đến 2007 | Không tham dự | Không tham dự | Không tham dự | Không tham dự | Không tham dự | Không tham dự | Không tham dự |
| Tổng cộng     | 1/8           | 3             | 0             | 0             | 3             | 0             | 8             |

## Cầu thủ

### Đội hình
Ngày thi đấu: 12 tháng 1–10 tháng 2, 2023 

Đối thủ: 
 Thái Lan,  Ả Rập Xê Út &  Oman
Giải đấu: Vòng loại World Cup 2026 

Số liệu thống kê tính đến ngày 9 tháng 1 năm 2024 sau trận gặp Việt Nam.

| Số | VT | Cầu thủ                | Ngày sinh (tuổi)  | Trận | Bàn | Câu lạc bộ              |
| -- | -- | ---------------------- | ----------------- | ---- | --- | ----------------------- |
|    | TM | Erzhan Tokotayev       | 17 tháng 7, 2000  | 18   | 0   | Şanlıurfaspor           |
|    | TM | Marsel Islamkulov      | 18 tháng 4, 1994  | 1    | 0   | Abdysh-Ata Kant         |
|    | TM | Kurmanbek Nurlanbekov  | 1 tháng 4, 2004   | 1    | 0   | Dordoi Bishkek          |
|    | TM | Sultan Chomoev         | 20 tháng 1, 2003  | 0    | 0   | Dordoi Bishkek          |
|    |    |                        |                   |      |     |                         |
|    | HV | Kayrat Zhyrgalbek uulu | 13 tháng 6, 1993  | 65   | 4   | Abdysh-Ata Kant         |
|    | HV | Tamirlan Kozubaev      | 1 tháng 7, 1994   | 48   | 2   | Eastern                 |
|    | HV | Valery Kichin          | 12 tháng 10, 1992 | 41   | 4   | Yenisey Krasnoyarsk     |
|    | HV | Bakhtiyar Duyshobekov  | 3 tháng 6, 1995   | 41   | 3   | Muras United            |
|    | HV | Bekzhan Sagynbayev     | 11 tháng 9, 1994  | 35   | 4   | Dordoi Bishkek          |
|    | HV | Ayzar Akmatov          | 24 tháng 8, 1998  | 21   | 1   | Abdysh-Ata Kant         |
|    | HV | Aleksandr Mishchenko   | 30 tháng 7, 1997  | 15   | 0   | Dordoi Bishkek          |
|    | HV | Khristiyan Brauzman    | 15 tháng 8, 2003  | 13   | 0   | Abdysh-Ata Kant         |
|    | HV | Suyuntbek Mamyraliev   | 7 tháng 1, 1998   | 8    | 0   | Dordoi Bishkek          |
|    | HV | Akramzhon Umarov       | 7 tháng 2, 1994   | 3    | 0   | Neftchi Kochkor-Ata     |
|    | HV | Amantur Shamurzaev     | 25 tháng 1, 2000  | 0    | 0   | Alay                    |
|    |    |                        |                   |      |     |                         |
|    | TV | Farkhat Musabekov      | 3 tháng 1, 1994   | 55   | 2   | Abdysh-Ata Kant         |
|    | TV | Odilzhon Abdurakhmanov | 18 tháng 3, 1996  | 34   | 2   | Maktaaral               |
|    | TV | Alimardon Shukurov     | 28 tháng 9, 1999  | 28   | 5   | Neman Grodno            |
|    | TV | Gulzhigit Alykulov     | 25 tháng 11, 2000 | 27   | 4   | Neman Grodno            |
|    | TV | Erbol Atabayev         | 15 tháng 8, 2001  | 11   | 0   | Volgar Astrakhan        |
|    | TV | Mirbek Akhmataliyev    | 7 tháng 2, 1994   | 8    | 0   | Abdysh-Ata Kant         |
|    | TV | Kai Merk               | 28 tháng 8, 1998  | 7    | 1   | Union Titus Pétange     |
|    | TV | Azim Azarov            | 20 tháng 9, 1996  | 6    | 1   | Abdysh-Ata Kant         |
|    | TV | Atay Dzhumashev        | 15 tháng 9, 1998  | 4    | 0   | Abdysh-Ata Kant         |
|    | TV | Beknaz Almazbekov      | 23 tháng 6, 2005  | 4    | 0   | Galatasaray             |
|    | TV | Amir Zhaparov          | 25 tháng 2, 1994  | 2    | 0   | Alga Bishkek            |
|    | TV | Kimi Merk              | 6 tháng 7, 2004   | 3    | 0   | Pakhtakor               |
|    | TV | Adil Kadyrzhanov       | 14 tháng 7, 2000  | 1    | 0   | Dordoi Bishkek          |
|    | TV | Nurdoolot Stalbekov    | 13 tháng 9, 2001  | 1    | 0   | Alay                    |
|    | TV | Eldiyar Zarypbekov     | 14 tháng 9, 2001  | 0    | 0   | Chayka Peschanokopskoye |
|    |    |                        |                   |      |     |                         |
|    | TĐ | Ernist Batyrkanov      | 21 tháng 2, 1998  | 27   | 3   | Abdysh-Ata Kant         |
|    | TĐ | Joel Kojo              | 21 tháng 8, 1998  | 8    | 2   | Dinamo Samarqand        |
|    | TĐ | Dastanbek Toktosunov   | 2 tháng 9, 2002   | 2    | 0   | Neftchi Kochkor-Ata     |

### Triệu tập gần đây
| Vt | Cầu thủ              | Ngày sinh (tuổi)  | Số trận | Bt | Câu lạc bộ          | Lần cuối triệu tập              |
| -- | -------------------- | ----------------- | ------- | -- | ------------------- | ------------------------------- |
| TM | Kutman Kadyrbekov    | 13 tháng 6, 1997  | 6       | 0  | Abdysh-Ata Kant     | v. Oman, 21 November 2023       |
| TM | Dastan Alybekov      | 17 tháng 8, 1997  | 0       | 0  | Alay                | v. Oman, 21 November 2023       |
| TM | Artem Pryadkin       | 18 tháng 9, 2001  | 0       | 0  | Dordoi Bishkek      | v. Malaysia, 16 November 2023   |
| TM | Pavel Matyash        | 11 tháng 7, 1987  | 0       | 0  | Muras United        | v. Kuwait, 11 September 2023    |
| TM | Anton Kochenkov      | 2 tháng 4, 1987   | 1       | 0  | Arsenal Tula        | 2023 CAFA Nations Cup           |
|    |                      |                   |         |    |                     |                                 |
| HV | Azamat Baymatov      | 3 tháng 12, 1989  | 35      | 3  | Persipura Jayapura  | 2023 CAFA Nations Cup           |
| HV | Kayrat Izakov        | 8 tháng 6, 1997   | 4       | 0  | Abdysh-Ata Kant     | 2023 CAFA Nations Cup           |
| HV | Arslan Bekberdinov   | 14 tháng 8, 2003  | 0       | 0  | Abdysh-Ata Kant     | v. Ấn Độ, 28 March 2023         |
|    |                      |                   |         |    |                     |                                 |
| TV | Tursunali Rustamov   | 31 tháng 1, 1990  | 32      | 6  | Dordoi Bishkek      | v. Oman, 21 November 2023       |
| TV | Murolimzhon Akhmedov | 5 tháng 1, 1992   | 14      | 0  | Nur-Batken          | v. Malaysia, 16 November 2023   |
| TV | Eldar Moldozhunusov  | 15 tháng 9, 1995  | 10      | 1  | Neftchi Kochkor-Ata | v. Malaysia, 16 November 2023   |
| TV | Magamed Uzdenov      | 25 tháng 2, 1994  | 2       | 0  | Alga Bishkek        | v. Malaysia, 16 November 2023   |
| TV | Raul Dzhalilov       | 20 tháng 7, 1994  | 1       | 0  | Alga Bishkek        | v. Malaysia, 16 November 2023   |
| TV | Arlen Sharshenbekov  | 18 tháng 1, 2000  | 0       | 0  | Abdysh-Ata Kant     | v. Malaysia, 16 November 2023   |
| TV | Ermek Kenzhebayev    | 3 tháng 4, 2003   | 1       | 0  | Slavia Mozyr        | v. Philippines, 15 October 2023 |
| TV | Anton Zemlyanukhin   | 11 tháng 12, 1988 | 30      | 12 | Alga Bishkek        | 2023 CAFA Nations Cup           |
|    |                      |                   |         |    |                     |                                 |
| TĐ | Mirlan Murzayev      | 29 tháng 3, 1990  | 60      | 16 | Unattached          | v. Oman, 21 November 2023       |
| TĐ | Viktor Maier         | 16 tháng 5, 1990  | 24      | 4  | Vorwärts Nordhorn   | v. Oman, 21 November 2023       |
| TĐ | Nikolay Davydov      | 5 tháng 4, 1998   | 0       | 0  | FC Ismaning         | 2023 CAFA Nations Cup           |
| TĐ | Maksat Alygulov      | 21 tháng 12, 2000 | 0       | 0  | Alga Bishkek        | 2023 CAFA Nations Cup           |
| TĐ | Sherali Yuldashev    | 17 tháng 7, 1999  | 2       | 0  | Dainava             | v. Ấn Độ, 28 March 2023         |

INJ Rút lui do chấn thương.

PRE Đội hình sơ bộ.